# 拉麦陨石坑
拉麦陨坑（拉丁文“Lamèch”）是月球正面高加索山脉东北部一座较大的撞击坑。以法国气象学家和月面学家费利克斯·尚拉·拉梅克（Félix Chemla Lamèch）之名命名，1935年该名称被国际天文学联合会批准认定。

## 描述

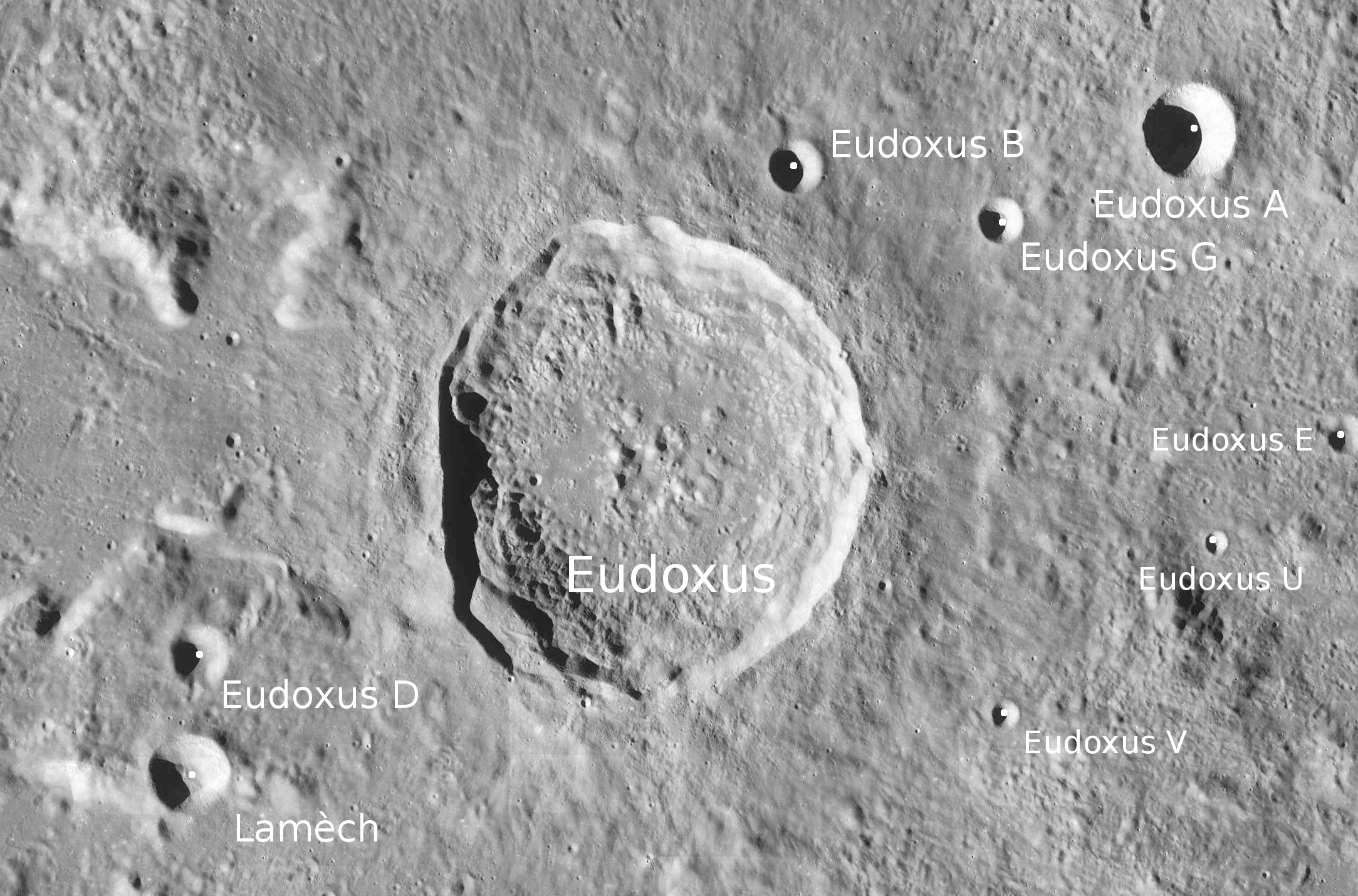
拉麦陨石坑及周边地形图，月球勘测轨道飞行器拍摄。

拉麦陨坑四周：东北部有欧多克索斯环形山、南面临近亚历山大环形山；西南偏南是卡利普斯陨石坑、西南则是卡西尼环形山；拉麦陨坑西面毗邻雨海，西北坐落着阿尔卑斯山脉；东面和东南方分别是死湖和梦湖；南面是澄海。其月面坐标为北纬42.79°、东经13.15，直径12.4公里，深度1.46公里。
该陨坑外形呈碗状，侧壁较周围月表高约490米，坑底面积不大，其中心距内侧斜坡约为陨坑直径的四分之一，陨坑尚无明显侵蚀现象，但内部缺少其他令人感兴的特征。陨坑的形态特征符合“BIO 型”（该类陨坑的典型代表-毕奥陨坑的称谓）月坑。
陨坑的西面有一座有趣的“L”形山峰，其非正式的名称为“厄尔布鲁士峰”（Elbrus）。

## 月球陨坑的分类
1978年查克·伍德（Chuck Wood）和雷夫·安德森（Leif Andersson）对月球正面的陨石坑进行了分类。
| 类型 | 代表                               | 形态特征                                                                | 陨坑直径   | 图片 |
| ---- | ---------------------------------- | ----------------------------------------------------------------------- | ---------- | ---- |
| ALC  | 阿尔巴塔尼C陨坑 （Albategnius C）  | 小型杯状坑，直径约10公里以内，坑中无中央地表。                          | 小于10公里 |      |
| BIO  | 毕奥陨坑(Biot)                     | 类似ALC，但较小，坑内地表平坦，典型直径约为15公里。                     | 10-15公里  |      |
| SOS  | 索西琴尼陨石坑 （Sosigenes）       | 坑内地表宽阔平整，无中央山峰，内侧壁无台地构造，直径通常在15-25公里内。 | 15-25公里  |      |
| TRI  | 特里斯纳凯尔陨石坑 （Triesnecker） | 拥有中心峰（从直径26公里开始），内侧壁不平滑，并具有坍塌的痕迹。        | 15-50公里  |      |
| TYC  | 第谷环形山（Tycho）                | 直径超过50公里，坑底平坦，内侧壁具有台地结构，一般拥有中央峰构造。      | 大于50公里 |      |

直径200公里以上且无中央峰的撞击坑经常被非正式地称为盆地；大小类似月海，但内部没被暗黑的熔岩充填（或仅少量）的大型撞击坑有时被称为“Thalassoids”（平坦而低洼的表面）。

## 另请参阅
- 月球環形山列表

## 备注
1. ↑   (PDF).   [2016-03-31]. （原始内容存档 (PDF)于2013-02-20）.
2. ↑  .   [2016-03-31]. （原始内容存档于2018-06-25）.
3. ↑  .   [2016-03-31]. （原始内容存档于2014-12-18）.
4. ↑  月球陨石坑数据库
5. ↑  Wood, C.A. and Andersson, L.E. (1978) Lunar & Planetary Laboratory Catalog of Lunar Craters: Part 1: Nearside. NASA TM 79328 (in press)